# Greenwich (Kansas)
Greenwich es un lugar designado por el censo ubicado en el condado de Sedgwick en el estado estadounidense de Kansas. En el censo de 2020 tenía una población de 64 habitantes y una densidad poblacional de 193,94 habitantes por km². Fue incluido como CDP en el censo de 2020. 

## Geografía
Greenwich se encuentra ubicado en las coordenadas 37°46′58″N 97°12′13″O / 37.78278, -97.20361. Según la Oficina del Censo de los Estados Unidos,  tiene una superficie total de 0,33 km², todos correspondientes a tierra firme.